# Georg Eberhard Schenk von Limpurg-Speckfeld
Georg Eberhard Semper Friedrich Schenk von Limpurg-Speckfeld (* 3. Oktober 1643 auf Burg Speckfeld; † 11. April 1705 in Sommerhausen) war Erbschenck des Heiligen Römischen Reiches sowie kurbrandenburger Generalmajor.
Seine Eltern waren der kaiserliche Oberstleutnant Georg Friedrich Schenk von Limpurg-Speckfeld und dessen Ehefrau Gräfin Magdalena Elisabeth von Hanau.
Er wurde am 18. Februar 1702 preußischer Generalmajor und übernahm am 31. Oktober 1702 als Chef das Regiment von Heyden zu Pferd. Er starb bereits 1705.

## Familie
Er war mit Johanna Polyxena von Leiningen (* 10. April 1656 † 11. September 1711) verheiratet. Das Paar hatte acht Kinder, darunter:
- Philipp Friedrich Karl  (1681–1681)
- Magdalena Sophia Juliana (1682–1682)
- Amalie Alexandrine Friederike (* 5. Januar 1689; † 2. April 1754)

⚭ Johann Georg von Wolfframsdorff († 8. November 1710), Sohn der kursächsischen Premierministers Hermann von Wolfframsdorff (1630–1703),
⚭ Graf Joachim Heinrich Adolf von Rechteren (* 28. Dezember 1687; † 5. März 1719)
- Franziska Josepha Luise (1690–1690)
- Albertine Susanne (* 1. Juni 1690; † 1. Juni 1717) ⚭ Graf Friedrich Ferdinand von Welz (* 11. Juli 1671; 5. † Dezember 1721)
- Christine Caroline Henriette (* 26. November 1691; † 13. November 1765) ⚭  (geschieden 1739) Graf Victor Sigismund von Graevenitz (* 20. Oktober 1701; † 1766) Sohn von Friedrich Wilhelm von Grävenitz

Sein Erbe wurde sein Bruder Vollrath von Limpurg († 19. August 1713). Nachdem auch dieser der letzte direkte Erbe des Landes gestorben war, erbte der preußische König Friedrich Wilhelm I. das was ihm aber von den anderen Verwandten streitig gemacht wurde. Der folgende Limpurger Erbstreit dauerte Jahrzehnte.